# Acanthophyllum oppositiflorum
Acanthophyllum oppositiflorum är en nejlikväxtart som beskrevs av Aytaç. Acanthophyllum oppositiflorum ingår i släktet Acanthophyllum och familjen nejlikväxter. Inga underarter finns listade i Catalogue of Life.